# Língua raga
Raga (também chamada Hano) é a língua do norte da ilha de Pentecostes em Vanuatu. Raga das línguas Vanuatu Leste, um ramo das línguas austronésias. Em fontes mais antigas é muitas vezes referida pelos nomes das vilas nas quais era falada, tais como  Bwatvenua (Qatvenua), Lamalanga, Vunmarama e Loltong.

## Falantes
São cerca de 6.500 falantes nativos (dados de 2000), sendo a segunda língua mais falada dentre as cinco faladas em Pentecostes (depois da língua apma) e a sétima em todo Vanuatu. Há significantes comunidades de falantes de Raga em Maewo, em Port Vila e Luganville como resultado de emigrações de Pentecostes.

## Características
O Raga falado pela maior parte das pessoas é bastante misturado com a língua bislamá, língua nacional de Vanuatu. O movimento da Nação Turaga, com base em avatmanggemu no  nordeste da ilha Pentecostes, tentou livrar a língua de influências externas cunhando ou redescobrindo palavras nativas e introduzindo conceitos para  "pilha de lanterna" (vat bongbongi, literalmente "pedras da noite") e "hora". Os membros do movimento Turaga escrevem a língua Raga com a escrita nativa Avoiuli, um sistema único de escrita inspirado na escrita local em areia.
Raga é considerada em geral uma língua fácil de ser aprendida e para falar. O Raga atual é um idioma bem homogêneo, sem grandes variações dialetais locais. Um dialeto mais distinto, o 'Nggasai falado no sul, está extinto desde 1999 com a morte de seu último falante nativo.
R H Codrington, missionário da Igreja Anglicana e H.C. von der Gabelentz, linguísta alemão, publicaram diversos trabalhos sobre a gramática Raga, listas de vocabulário e estudos breves, tendo traduzido textos religiosos para a língua, tudo isso ao final do século XIX. São esses os últimos trabalhos de estudiosos publicados desde então.

## Escrita
A escrita do Raga, quando no alfabeto latino, usa as cinco vogais a, e, i, o, u; entre as consoantes não há c, f, j, p, q, x, y z;  São usados os grupos consonantais bw, mw, vw, ng (que pode ser representado pelo N com macron), ngg (que pode ser representado pelo G com macron).
Há também para a língua Raga a escrita Avoiuli, originada da antiga escrita em areia de nativos de Vanuatu

## Fonologia
As consoantes do Raga são b, d, g (pronúncia [x] como "ch" em "loch"), h, k, l, m, n, ng (como em inglês) "singer"), ngg (g' pré nasalizado'), r, s, t, v (como f em português), w e as lábio-velares bw, mw, vw. Na  “mídia” impressa, ng e ngg são geralmente representados por n e g em itálico ou com macrons.
Consoantes são pré nasalizadas, por exemplo, quando b se torna mb e d se torna nd, occorrem quando a consoante que antecede é uma nasal (m, n ou ng). Desse modo, mabu "descansar", é pronunciada mambu.
Em geral as cinco vogais não apresentam distinção entre curta e longa. As raízes das palavras quase sempre terminam em vogal. Porém, essas vogais finais frequentemente desaparecem quando nas frases. Ex.: tanga "cesto" e maita "bramco" combinam formando tang maita "cesto branco".
A sílaba tônica é geralmente a penúltima.

## Gramática
A ordem das palavras nas sentenças Raga é Sujeito-Verbo-Objeto. 

### Pronomes
Os pronomes pessoais apresentam a tradicional distinção por Pessoa e Número gramatical, não havendo distinção por Gênero. Os pronomes são apresentados na tabela a seguir:
| Pessoa                               | Raga   | Português                      |
| ------------------------------------ | ------ | ------------------------------ |
| 1a do singular                       | inau   | "Eu"                           |
| 2ª do singular                       | ginggo | "Tu, Você"                     |
| 3ª do singular                       | kea    | "Ele / Ela"                    |
| 1ª pessoa Dual (inclusiva) do plural | gidaru | "Nós" (eu e você)              |
| 1ª pessoa Dual (exclusiva)           | kamaru | "Nós" (eu e outro, não você)   |
| 2ª pessoa Dual                       | kimiru | "vocês (dois)"                 |
| 1ª pessoa plural (inclusiva)         | gida   | "nós" (vocês e eu)             |
| 1ª pessoa plural (inclusiva)         | kamai  | "nós" (eu e outro, não você/s) |
| 2a pessoa do plural                  | kimiu  | "vocês"                        |
| 3a pessoa dual ou mais- plural       | kera   | "eles(as), ele(as) dois"       |

### Substantivos
A forma Plural é obtida pela presença de ira antes do Substantivo:
manu = [o] pássaro
ira manu = [os] pássaros
Substantivos podem receber sufixos para indicar a que pertencem. Ex.:
iha = nome
ihaku = meu nome
ihamwa = teu nome
ihana = seu (dele/dela) nome
ihan ratahigi = nome do chefe
A posse também pode ser indicado por classificadores possessivos, palavras separadas que ficam antes do substantivos e que tomam sufixos possessivos. Esses classificadores são::
- no- posse em geral (nonggu tanga, "meu cesto")
- bila- coisas das quais se cuida, criações, colheitas, seres vivos (bilada boe, "nosso porco")
- ga- coisas para se comer (gam bweta, "teu taro (inhame)")
- ma- coisas para se beber (mara wai, "água deles")
- wa- para cana-de-açúcar (wan toi, "cana de açúcar dele"); Essa caiu em desuso entre os mais jovens.

Os sufixos possessivos são:
| Pessoa                            | Raga         | Tradução                                 |
| --------------------------------- | ------------ | ---------------------------------------- |
| 1ª pessoa do singular             | -ku ou -nggu | "meu"                                    |
| 2ª pessoa do singular             | -mwa         | "teu, seu, de você"                      |
| 3ª pessoa do singular             | -na          | "dele/dela"                              |
| 1ª pessoa dual (inclusiva) plural | -daru        | "nosso" (teu e meu, de nós dois)         |
| 1ª pessoa dual (exclusive) plural | -maru        | "nosso" (meu e de outrem, não teu)       |
| 2ª pessoa dual plural             | -miru        | "de vocês" (dois)                        |
| 1ª pessoa plural (inclusiva)      | -da          | "nosso" (de vocês e meu)                 |
| 1ª pessoa plural (exclusiva)      | -mai         | "nosso" (meu e de outros, não de vocês') |
| 2ª pessoa plural                  | -miu         | "de vocês"                               |
| 3ª pessoa person dual ou plural   | -ra          | "deles"                                  |
| Genérico                          | -i           | -                                        |

Um verbo pode ser transformado em um substantivo pela adição de um sufixo : -ana:
bwalo = lutar (verbo)
bwaloana = luta (substantivo)
Os modificadores geralmente vão após o substantivo:
vanua = Ilha
vanua kolo = Ilha pequena
vanua gairua = Duas ilhas

### Verbos
Os verbos em Raga são geralmente precedidos pelo pronome sujeito e por um marcadores de modo e tempo verbais e também por marcador de aspecto gramatical. Os pronome na forma de sujeito são:
| Pessoa                       | Raga | Tradução            |
| ---------------------------- | ---- | ------------------- |
| 1ª pessoa singular           | na-  | "Eu"                |
| 2ª pessoa singular           | go-  | "Tu"                |
| 3ª pessoa singular           | -    | Não há em Raga      |
| 1ª pessoa plural (inclusivo) | ta-  | "Nós" (você e eu)   |
| 1ª pessoa plural (exclusivo) | ga-  | "Nós" (outros e eu) |
| 2ª pessoa plural             | gi-  | "Vocês"             |
| 3ª pessoa plural             | ra-  | "Eles(as)"          |

São cinco os marcadores de Tempo, Modo e Aspecto em Raga:
| Tempo / Aspecto / Modo | Usado para                                              | Marcador (completo) | Marcador (curto) |
| ---------------------- | ------------------------------------------------------- | ------------------- | ---------------- |
| Imperfeito             | Ações no tempo presente mudanças temporárias de estado  | mwa                 | -m               |
| Perfeito               | Ações no tempo passado estado fixo                      | nu                  | -n               |
| Potencial              | Algo que pode talvez ocorrer no futuro                  | vi                  | -v or -i         |
| Prospectivo            | Algo que está prestes a acontecer                       | men                 | -men             |
| Hipotético             | Algo que não cocorreu e que provavelmente não ocorrerão | si                  | -s               |

As formas completas desses marcadores são usadas na 3ª pessoa do singular, quando usualmente não há pronome sujeito:
mwa lolia = ele faz isso
nu lolia = ele fez isso
vi lolia = ele fará isso
Em outros casos, as formas curtas dos marcadores são juntadas como sufixos ao pronome:
nam lolia = Eu faço isso
nan lolia = Eu fiz isso
nav lolia = Eu farei isso
As formas Duais (duas pessoas) consistem na forma plural mais a partícula ru "dois", enquanto que formas Triais (três pessoas) incorporam a partícula dol our tol "três":
ram lolia = eles fazem isso
ramuru lolia = eles 2 fazem isso
ramdol lolia = eles 3 fazem isso
ran lolia = eles fizeram isso
ranru lolia = eles 2 fizeram isso
ratol lolia = eles 3 fizeram isso
rav lolia = eles farão isso
raruvi lolia = eles 2 farão isso
ratolvi lolia = eles 3 farão isso
ramen lolia = eles estão para fazer isso
rarumen lolia = eles 2 estão para fazer isso
ratolmen lolia = eles 3 estão para fazer isso
ras lolia = eles deveriam fazer isso
rarus lolia = eles 2 deveriam fazer isso
ratolsi lolia = eles 3 deveriam fazer isso
Há um padrão de mutação de consoantes nos verbos pelo qual v inicial de um verbo muda para b, vw para bw, g para ngg, t para d. Essa mutação ocorre no aspecto imperfeito e na presença do marcador aditivo mom:
nan vano = Eu fui
nam bano = Eu estou indo
A sentenças negativas são marcadas são indicadas por um marcador duplo -  hav...te(he) - "não", que envolve o verbo e o que estiver ligado por sufixo ao mesmo: :nan hav lolia tehe = Eu não fiz isso.
A voz passiva pode ser formada com o sufixo -ana ligado ao verbo:
nu lolia = ele fez isso
nu loliana = isso foi feito
O Objeto Direto fica imediatamente após o verbo. Alguns inclusive tomam a forma de sufixo ligado ao verbo:
| Pessoa                                      | Raga     | Tradução                          |
| ------------------------------------------- | -------- | --------------------------------- |
| 1ª pessoa singular                          | -(a)u    | "me, mim"                         |
| 2ª pessoa singular                          | -go      | "te, ti"                          |
| 3ª pessoa singular (ou plural não animadol) | -a ou -e | "se, lhe" / "o, a, os, as" lhes") |
| 3ª pessoa plural (animado)                  | -ra      | "se, lhe" / "o, a, os, as"        |

Em alguns casos a particular -ni- fica interposta entre o verbo e o objeto pronome: :nam doronia = Eu gosto disso;

## Amostras de frases
| Português                | Raga                                |
| ------------------------ | ----------------------------------- |
| Boa noite                | Bontavuha / Bongi                   |
| Bom dia                  | Rantavuha / Rani                    |
| Como vão as coisas?      | Kun hanigi?                         |
| Tudo OK, tudo bem        | Nu tavuha ngano                     |
| Eu sou de …              | Gom ban (hala) behe?                |
| Para onde vc. Está indo? | Inau ata ... / Inau nin ...         |
| Estou indo para...       | Nam ban...                          |
| De onde você veio?       | Gon mai (hala) behe?                |
| Eu vim de...             | Nan mai...                          |
| Onde está aquilo?        | Mwa ndo (hala) behe?                |
| Está aqui                | Mwa ndo teti                        |
| Venha aqui!              | Mai teti!                           |
| Vá embora!               | Van dagai!                          |
| Como é teu nome?         | Ihamwa be ihei?                     |
| Meu nome é...            | Ihaku be...                         |
| De onde você é?          | Ginggo ata behe? / Ginggo nin behe? |
| Eu sou de...             | Inau ata... / Inau nin...           |
| Quanto? / Quantos(as)?   | Gaiviha?                            |
| uma                      | gaituvwa                            |
| dois                     | gairua                              |
| três                     | gaitolu                             |
| quatro                   | gaivasi                             |
| cinco                    | gailima                             |
| Muito grato              | Tabeana                             |
| Está tudo OK             | Nu tavuha ngano                     |